# Stereomastis helleri
Stereomastis helleri е вид десетоного от семейство Polychelidae. Видът не е застрашен от изчезване.

## Разпространение и местообитание
Разпространен е в Австралия, Индонезия, Мадагаскар, Нова Каледония, Папуа Нова Гвинея, Провинции в КНР, Соломонови острови, Тайван и Япония.
Среща се на дълбочина от 1162,5 до 2620 m, при температура на водата от 2,6 до 3,4 °C и соленост 34,5 – 34,6 ‰.